# CyberConnect2
CyberConnect2 es una empresa desarrolladora de videojuegos japonesa fundada en 1996, con sede en Hakata, Japón. Todos sus juegos han sido publicado por Bandai y la actual Namco Bandai, en Japón. Su primer videojuego fue Tail Concerto, en 1998 para PlayStation. Fue publicado en América por Atlus. Su segundo título fue Silent Bomber, también para PlayStation.
En 2002 iniciaron la saga de videojuegos .hack y en 2003 iniciaron la saga Naruto: Narutimate Hero (Naruto: Ultimate Ninja), ambas para PlayStation 2. En 2008 desarrollaron la nueva saga de Naruto: Ultimate Ninja: Naruto: Ultimate Ninja Storm para PlayStation 3. En 2010 desarrolla Solatorobo: Red The Hunter, su primer juego para Nintendo DS y el último juego de la saga .hack para PSP: .hack//link.
Desarrollaron Asura's Wrath para Capcom, Naruto Shippūden: Ultimate Ninja Storm Revolution para Namco Bandai, los dos estarán disponible tanto en PlayStation 3 como en Xbox 360; y Naruto Shippūden: Ultimate Ninja Impact también para Namco Bandai y desarrollado para PSP.

## Juegos desarrollados

### Saga.hack
- .hack//Infection
- .hack//Mutation
- .hack//Outbreak
- .hack//Quarantine
- .hack//frägment

#### Saga.hack// G.U.
- .hack//G.U. vol. 1//Rebirth
- .hack//G.U. vol. 2//Reminisce
- .hack//G.U. vol. 3//Redemption

#### Saga.hack// Link
- .hack//link

#### Saga.hack// Versus
- .hack//Versus

### SagaNaruto: Ultimate Ninja
- Naruto: Ultimate Ninja
- Naruto: Ultimate Ninja 2
- Naruto: Ultimate Ninja 3
- Naruto: Narutimate Portable
- Naruto Shippūden: Narutimate Accel
- Naruto Shippūden: Narutimate Accel 2
- Naruto: Ultimate Ninja Storm
- Naruto Shippūden: Narutimate Accel 3
- Naruto Shippūden: Ultimate Ninja Storm 2
- Naruto Shippūden: Ultimate Ninja Impact
- Naruto Shippuden: Ultimate Ninja Storm Generations
- Naruto Shippūden: Ultimate Ninja Storm 3
- Naruto Shippuden: Ultimate Ninja Storm Revolution
- Naruto Shippūden: Ultimate Ninja Storm 4
- Naruto Shippuden: Ultimate Ninja Storm 4 - Road to Boruto
- Naruto Shippūden: Ultimate Ninja Storm Connections

### Otros juegos
- Tail Concerto
- Silent Bomber
- Solatorobo: Red The Hunter
- Asura's Wrath
- JoJo's Bizarre Adventure: All Star Battle
- Dragon Ball Z: Kakarot
- Fuga: Melodies of Steel
- Kimetsu no Yaiba: Hinokami Keppūtan

## Colaboraciones
Colaboraciones con otros estudios para realizar alguna parte de un juego.
- Soulcalibur V de Namco Bandai.[5]